# Saurita lacteata
Saurita lacteata là một loài bướm đêm thuộc phân họ Arctiinae. Loài này được Arthur Gardiner Butler mô tả năm 1877. Loài này có ở rừng mưa Amazon.